# Voo Canadian Pacific Air Lines 402
Em 4 de março de 1966, o voo Canadian Pacific Air Lines 402 (CP402) atingiu as luzes de aproximação e um paredão durante uma tentativa de pouso noturno com pouca visibilidade no Aeroporto Internacional de Tóquio, no Japão. Dos 62 passageiros e 10 tripulantes, apenas oito passageiros sobreviveram. Um vice-presidente de notícias da American Broadcasting Company que estava em turismo pelo escritório asiático da rede estava entre as 64 mortes.

## Curso dos acontecimentos
A aeronave envolvida foi um McDonnell Douglas DC-8-43, prefixo CF-CPK, c/n 45761/237, entregue à empresa aérea em 14 de outubro de 1965.
O voo 402 foi um voo de Hong Kong para Tóquio e Vancouver, que decolou às 16h14 (horário do Japão) do Aeroporto Internacional Kai Tak na primeira etapa da viagem. O voo ficou em espera por quase uma hora, aguardando visibilidade no destino para melhorar os mínimos de pouso. O controlador da torre liberou o voo para uma aproximação por instrumentos quando a visibilidade melhorou, mas a tripulação teve que abortar a aproximação quando a visibilidade caiu novamente. Às 20h05, horário local, o piloto transmitiu por rádio a torre de controle que estava desviando para Taiwan e foi informado que a visibilidade no aeroporto aumentara novamente acima dos mínimos para cinco oitavos de milha. O piloto decidiu então fazer outra abordagem antes de desviar.
O controle de aproximação era normal até que a aeronave fosse vista no radar de aproximação de precisão descendo subitamente abaixo da ladeira. Em 850 m (2 790 ft) a partir do limiar da pista, o trem de pouso da aeronave atingiu parte do sistema de luzes de aproximação. O piloto perdeu o controle da aeronave ao atingir várias outras obstruções, incluindo o paredão de 2 m (6,56 ft) no limiar da pista, deixando uma trilha de 800 metros de destroços em chamas no aeródromo.

## Investigação
A equipe de investigação nomeada pelo governo japonês concluiu em seu relatório, publicado dois anos depois, que não havia falhas na torre de controle do aeroporto. Afirmaram que a causa foi um erro do piloto, embora reconhecessem que a baixa visibilidade poderia ter causado uma ilusão de ótica que confundiu o piloto. A causa provável foi que “o piloto julgou mal a abordagem de aterrissagem sob condições climáticas incomumente difíceis.”

## Acidentes no Japão
Este acidente foi um dos cinco desastres fatais de aeronaves — quatro comerciais e uma militar — no Japão em 1966. Menos de 24 horas depois, o voo BOAC 911, um Boeing 707, taxiou além dos destroços ainda ardentes do DC-8 e depois partiu em voo logo após a partida, quando encontrou extrema turbulência de ar claro no litoral do Monte Fuji enquanto voava na direção oposta a Hong Kong, matando todos os 124 passageiros e tripulantes. Isso elevou o número total de mortos de ambos os acidentes na área de Tóquio para 188, depois um recorde por um período de 24 horas.
Menos de um mês antes, o voo All Nippon Airways 60, um Boeing 727, colidiu com a Baía de Tóquio enquanto tentava pousar no mesmo aeroporto, matando todos os 133 a bordo. Além disso, outros dois incidentes ocorreram em 26 de agosto e 13 de novembro. O efeito combinado desses cinco acidentes abalou a confiança do público na aviação comercial no Japão, e a Japan Airlines e a All Nippon Airways foram forçadas a reduzir alguns serviços domésticos devido à redução da demanda.